# Úbrež
Úbrež (em húngaro: Ubrezs) é um município da Eslováquia, situado no distrito de Sobrance, na região de Košice. Tem 17,42 km² de área e sua população em 2018 foi estimada em 803 habitantes.

## Demografia
| Ano:        | 1994 | 2004    | 2014    | 2024    |
| ----------- | ---- | ------- | ------- | ------- |
| Broj ljudi: | 580  | 650     | 746     | 1112    |
| Razlika:    |      | +12,06% | +14,76% | +49,06% |

| Ano:               | 2023 | 2024   |
| ------------------ | ---- | ------ |
| Número de pessoas: | 1090 | 1112   |
| Diferença:         |      | +2,01% |